# Жовтець багатоквітковий

Жовтець рясноцвітий, жовте́ць багатоквітко́вий (Ranunculus polyanthemos L.; народні назви: козелець рясний, куряча сліпота, курячі очки) — квіткова рослина з роду жовтець (Ranunculus) родини жовтцевих (Ranunculaceae).

## Ботанічна характеристика

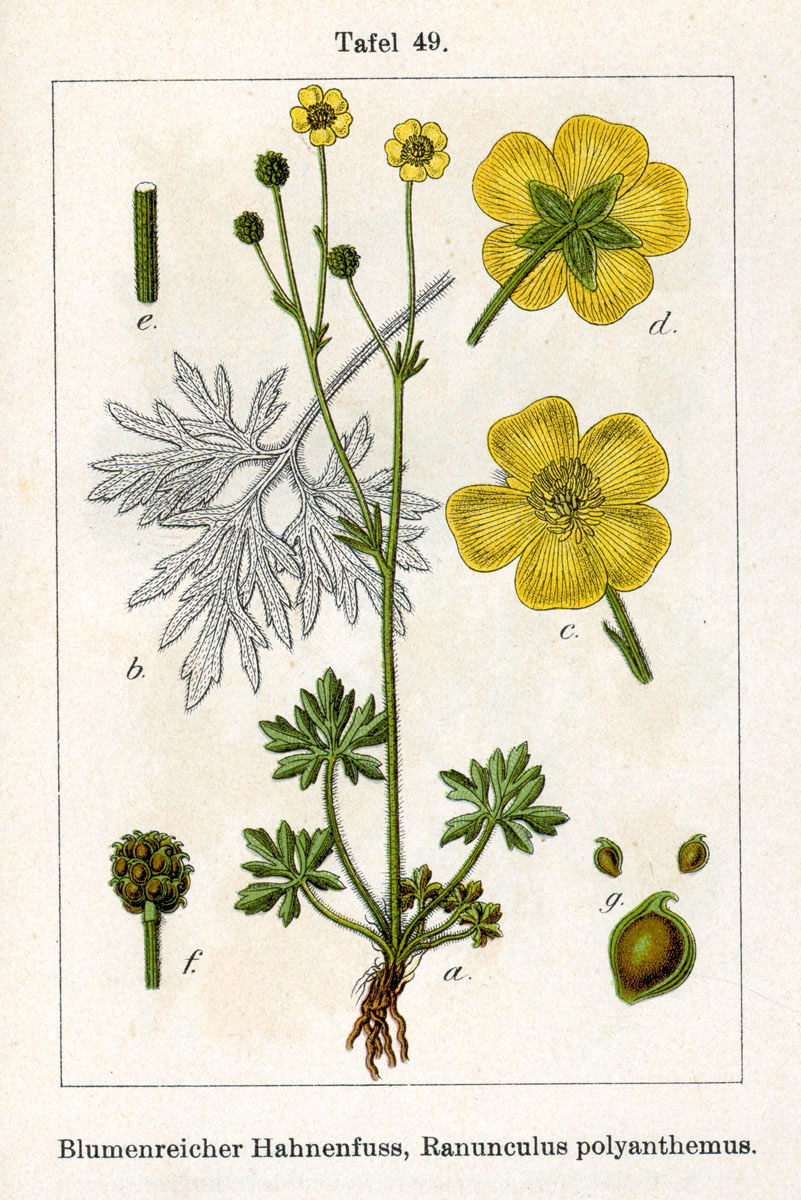
«Deutschlands Flora in Abbildungen» «Німецька флора в ілюстраціях» Якоба Штурма

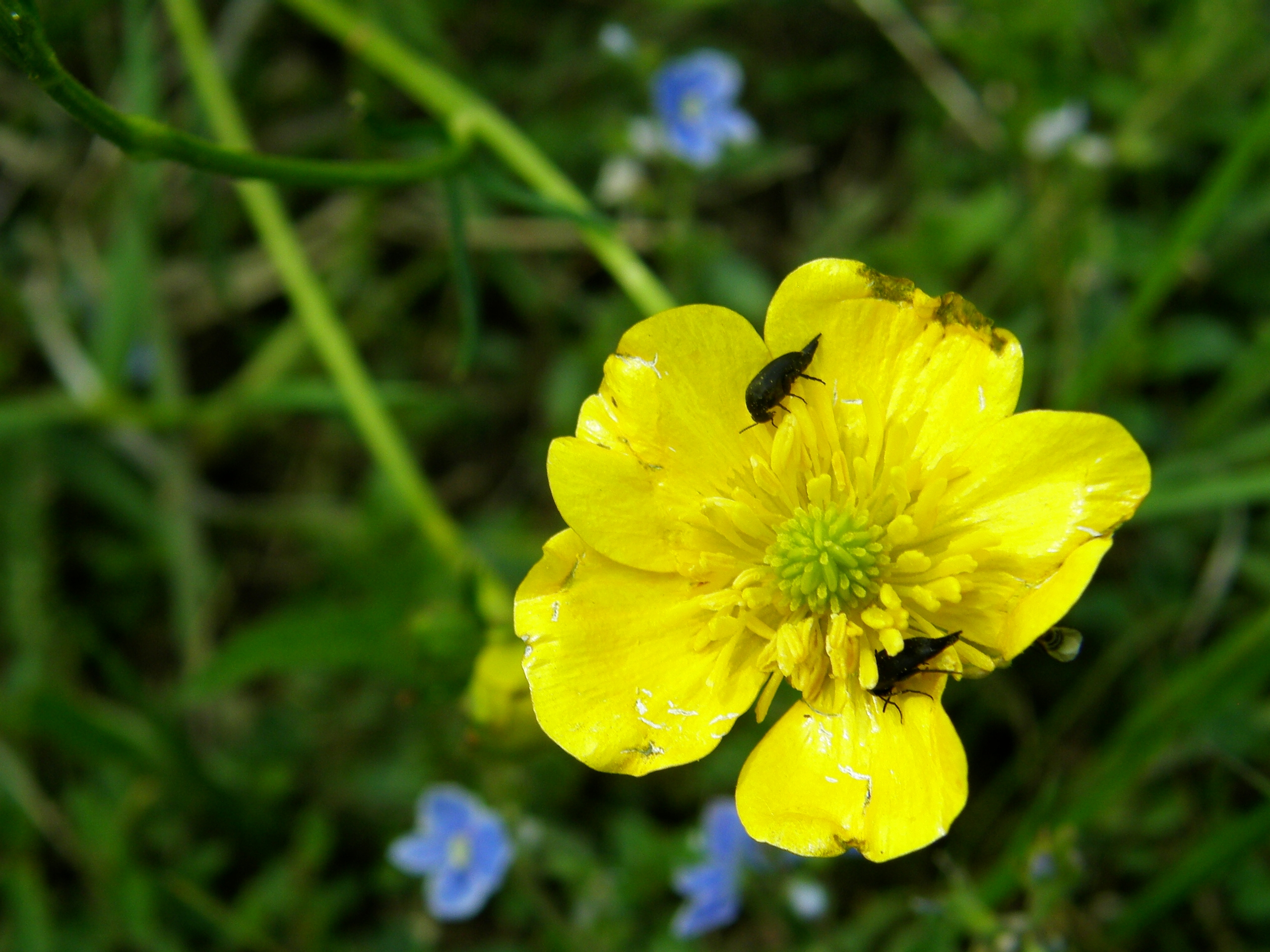
Квітка

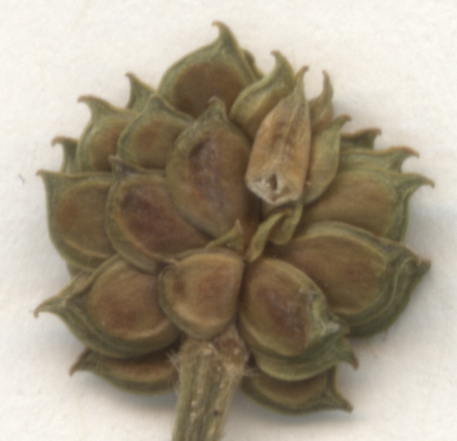
Плід

Багаторічна рослина заввишки 25-80 см.
- Кореневище вкорочене, майже нерозвинене з пучком рясних тонких шнуроподібних мочок.
- Стебло пряме, гіллясте, ребристе, разом з черешками листя запушене рідкими, відстовбурченими часто трохи вгору спрямованими, білими або жовтуватими волосками.
- Листки волосисті, округло-серцеподібні, глибоко і пальчатороздільні долі в свою чергу глибоко розсічені на лінійні або лінійно-ланцетні сегменти; прикореневі листки на черешках; верхні стеблові листки сидячі.
- Квітки яскраво-жовті, чашолистки яйцеподібні, по краях плівчасті, волосисті.
- Цвіте у червні-серпні.
- Плоди — збірні сім'янки, округло-обернено-яйцеподібні або округлі, до 3-3,5 мм завдовжки, стислі з боків, голі, по краях з жолобчастою облямівкою, кілеваті, зверху часто з дещо зсунутим, коротким, до 0,3-1 мм завдовжки, прямим, рідше від основи трохи викривленим, широким при основі, нагорі коротко гачкуватим носиком. Дозрівають у серпні-вересні.

## Поширення
Європейсько-кавказько-середньоазійський вид. В Україні зустрічається в лісових і лісостепових районах, на півночі степових районів, рідше в південних степах.

### Ареал
- Азія
  - Китай — Синьцзян
  - Середня Азія: Казахстан; Киргизстан
  - Сибір: Алтайський край, Бурятія, Читинська область, Іркутська область, Кемеровська область, Красноярський край, Курганська область, Новосибірська область, Омська область, Тува, Тюменська область
  - Західна Азія: Туреччина
- Європа
  - Східна Європа: Росія — Карелія, Мурманська область, європейська частина; Україна
  - Середня Європа: Австрія; Бельгія; Чехія; Німеччина; Угорщина; Нідерланди; Польща; Словаччина
  - Північна Європа: Данія; Фінляндія; Норвегія; Швеція
  - Південно-Східна Європа: Албанія; Болгарія; Греція; Румунія; Сербія
  - Південно-Західна Європа: Франція

## Екологія
Росте на сухих луках, трав'янистих схилах, в лісах, серед чагарників.

## Хімічний склад
Рослина містить летючу речовину протоанемонін, що обумовлює її отруйність, різкий запах, пекучий смак і подразнювальну дію, а також 170 мг% аскорбінової кислоти і 12 мг% каротину.

## Застосування
В народній медицині рослину у невеликих дозах використовують внутрішньо при шлункових болях, мігрені, і як тонізуючий засіб; свіжу надземну частину застосовують зовнішньо як болезаспокійливий засіб при невралгії, мігрені, ревматизмі, подагрі, як ранозагоювальне і при фурункулах; квітки — при малярії.